# Уве Райндерс
Уве Райндерс (нім. Uwe Reinders, нар. 19 січня 1955, Ессен) — німецький футболіст, що грав на позиції нападника. Виступав за національну збірну Німеччини. По завершенні ігрової кар'єри — тренер.
Володар кубка Франції.

## Клубна кар'єра
У дорослому футболі дебютував 1974 року виступами за команду клубу «Шварц-Вайс» (Ессен), в якій провів три сезони, взявши участь у 40 матчах чемпіонату.
Своєю грою за цю команду привернув увагу представників тренерського штабу клубу «Вердер», до складу якого приєднався 1977 року. Відіграв за бременський клуб наступні вісім сезонів своєї ігрової кар'єри. Більшість часу, проведеного у складі «Вердера», був основним гравцем атакувальної ланки команди.
Згодом з 1985 по 1987 рік грав у складі команд клубів «Бордо» та «Ренн».
Завершив професійну ігрову кар'єру у клубі «Айнтрахт» (Брауншвейг), за команду якого виступав протягом 1986—1987 років.

## Виступи за збірну
1982 року дебютував в офіційних матчах у складі національної збірної Німеччини. Протягом кар'єри у національній команді, яка тривала 1 рік, провів у формі головної команди країни 4 матчі, забивши 1 гол.
У складі збірної був учасником чемпіонату світу 1982 року в Іспанії, де разом з командою здобув «срібло».

## Кар'єра тренера
Розпочав тренерську кар'єру невдовзі по завершенні кар'єри гравця, 1988 року, очоливши тренерський штаб клубу «Айнтрахт» (Брауншвейг).
1990 року став головним тренером команди «Ганза», тренував клуб з Ростока два роки.
Згодом протягом 1992—1993 років очолював тренерський штаб клубу «Дуйсбург».
1993 року прийняв пропозицію попрацювати у клубі «Герта». Залишив берлінський клуб 1994 року.
Наразі останнім місцем тренерської роботи був клуб «Айнтрахт» (Брауншвейг), головним тренером команди якого Уве Райндерс був з 2002 по 2004 рік.

## Статистика виступів

### Статистика клубних виступів
| Сезон             | Команда              | Чемпіонат         | Чемпіонат | Чемпіонат |
| Сезон             | Команда              | Ліга              | Ігор      | Голів     |
| ----------------- | -------------------- | ----------------- | --------- | --------- |
| 1974-75           | «Шварц-Вайс» (Ессен) | Друга Бундесліга  | 2         | 0         |
| 1976-77           | «Шварц-Вайс» (Ессен) | Друга Бундесліга  | 38        | 8         |
| 1977-78           | «Вердер» (Бремен)    | Бундесліга        | 25        | 0         |
| 1978-79           | «Вердер» (Бремен)    | Бундесліга        | 32        | 7         |
| 1979-80           | «Вердер» (Бремен)    | Бундесліга        | 34        | 11        |
| 1980-81           | «Вердер» (Бремен)    | Друга Бундесліга  | 37        | 16        |
| 1981-82           | «Вердер» (Бремен)    | Бундесліга        | 34        | 18        |
| 1982-83           | «Вердер» (Бремен)    | Бундесліга        | 20        | 8         |
| 1983-84           | «Вердер» (Бремен)    | Бундесліга        | 33        | 11        |
| 1984-85           | «Вердер» (Бремен)    | Бундесліга        | 28        | 12        |
| 1985-86           | «Бордо»              | Ліга 1            | 36        | 15        |
| 1986-87           | «Ренн»               | Ліга 1            | 10        | 0         |
| Усього за кар'єру | Усього за кар'єру    | Усього за кар'єру | 329       | 106       |

## Досягнення
Гравець
- Володар кубка Франції (1): 1986
- Віце-чемпіон світу: 1982

Тренер
- Чемпіон НДР: 1991
- Володар кубка НДР: 1991